# Route nationale 93 (France)
Pour les articles homonymes, voir Route nationale 93.
La route nationale 93, ou RN 93, est une ancienne route nationale du sud-est de la France ayant connu plusieurs tracés, d'abord de Fiancey (hameau de Livron-sur-Drôme sur la RN 7) à Sisteron puis à Aspres-sur-Buëch après rectification de tracé. Un autre raccordement entre la RN 86 et la RN 7 subsistait aussi entre Viviers et Pierrelatte. Toutes ces sections ont été déclassées.

## Histoire
À l'origine, la route nationale 93 commençait à Fiancey (hameau de Livron-sur-Drôme sur la RN 7) et traversait la vallée de la Drôme et cet itinéraire est censé être celui qu'avaient suivi les troupes d'Hannibal, c'est pourquoi la RN 93 portait le surnom de Route Hannibal[réf. nécessaire]. Cette route se terminait alors à Sisteron en suivant le tracé de la RN 93B de Saint-Pierre-d'Argençon à Aspremont puis celui de la RN 75 après Aspremont.
Le passage du Claps en amont de Luc constituait un site ardu à traverser. Depuis le tremblement de terre de 1442 et l’éboulement massif qui avait obstrué la vallée de la Drôme et créé deux lacs, la route contournait le site et rejoignait le col de Cabre en passant par le village de Lesches. En 1805, lors de la construction de la route impériale, l’assèchement des lacs par les Chartreux de Durbon au siècle précédent permet d’emprunter le bord du chaos rocheux. Cette « route » n’est encore qu’un chemin muletier impraticable aux voitures. En 1835, un nouveau tracé, encore emprunté de nos jours, est établi et permet le passage des charrettes.
Dans les années 1950, le tracé de la RN 93 a été modifié, celle-ci se terminant à Aspres-sur-Buëch sur la RN 75.
La réforme de 1972 a entraîné le déclassement de cette route et le transfert de la gestion aux conseils généraux (RD 93 dans la Drôme et RD 993 dans les Hautes-Alpes).
À la suite de l'ouverture de la déviation de Saillans, l'ancien tracé par le centre du bourg est devenu la RD 493.
Une nouvelle route nationale 93 est créée, raccordant la RN 86 à Viviers à la RN 7 à Pierrelatte en franchissant le Rhône. Elle ne traverse aucune agglomération sur les 6 km de son parcours qui est à deux voies.
Cette route est déclassée à la suite de la réforme de 2005 ; elle devient RD 93 dans l'Ardèche et RD 93N dans la Drôme.

## Tracé

### De Fiancey à Die
- Fiancey, commune de Livron-sur-Drôme D 93 (km 0)
- Allex (km 7)
- Seigneur-Dieu, commune d'Eurre (km 13)
- Crest (km 17)
- Aouste-sur-Sye (km 20)
- Blacons (km 23)
- Saillans (km 32)
- La Plaine, commune de Vercheny (km 39)
- Pontaix (km 44)
- Die D 93 (km 54)

### De Die à Aspres-sur-Buech
- Die D 93 (km 54)

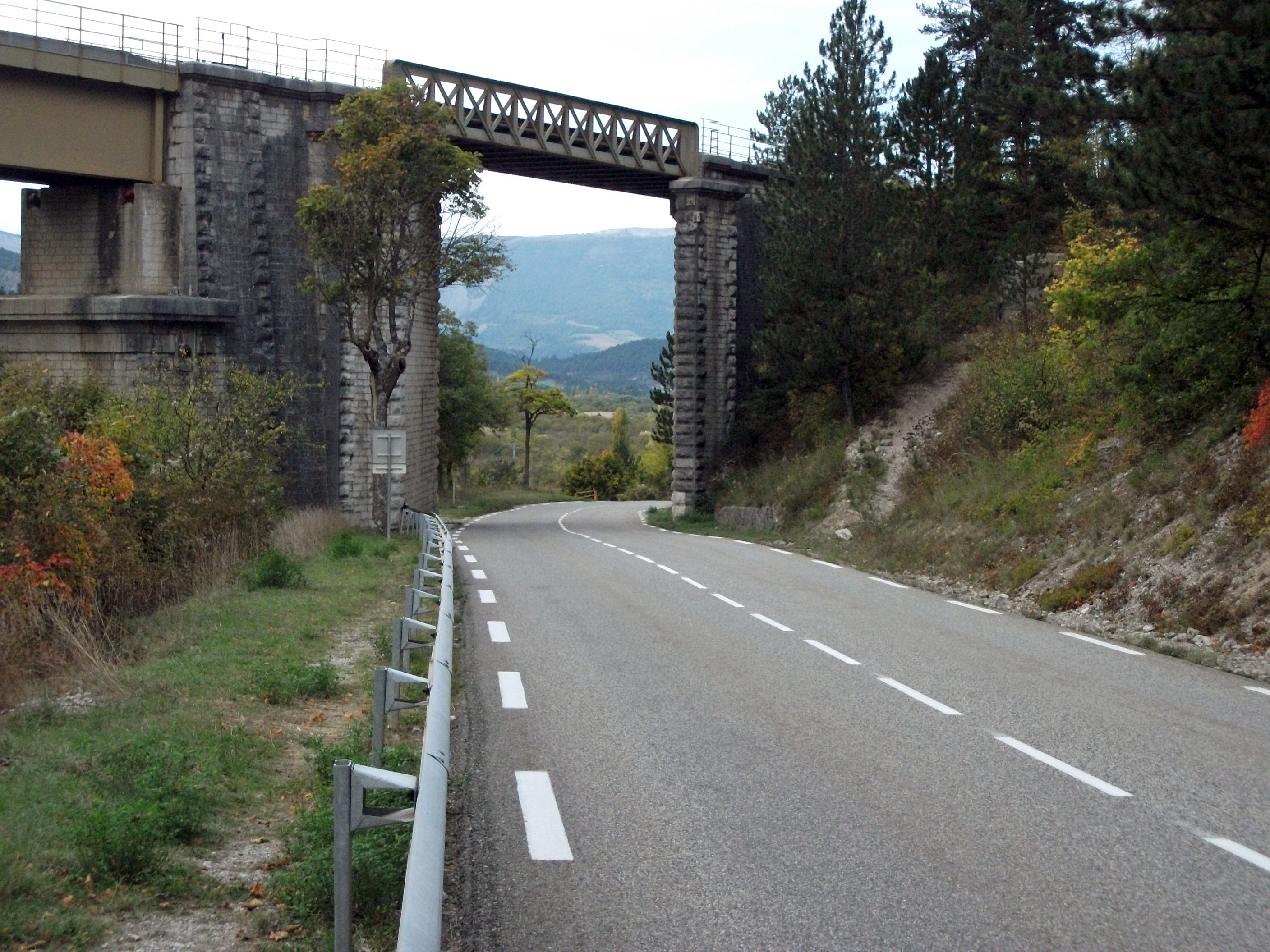
Pont ferroviaire de la ligne de Livron à Aspres-sur-Buëch en direction de Valence

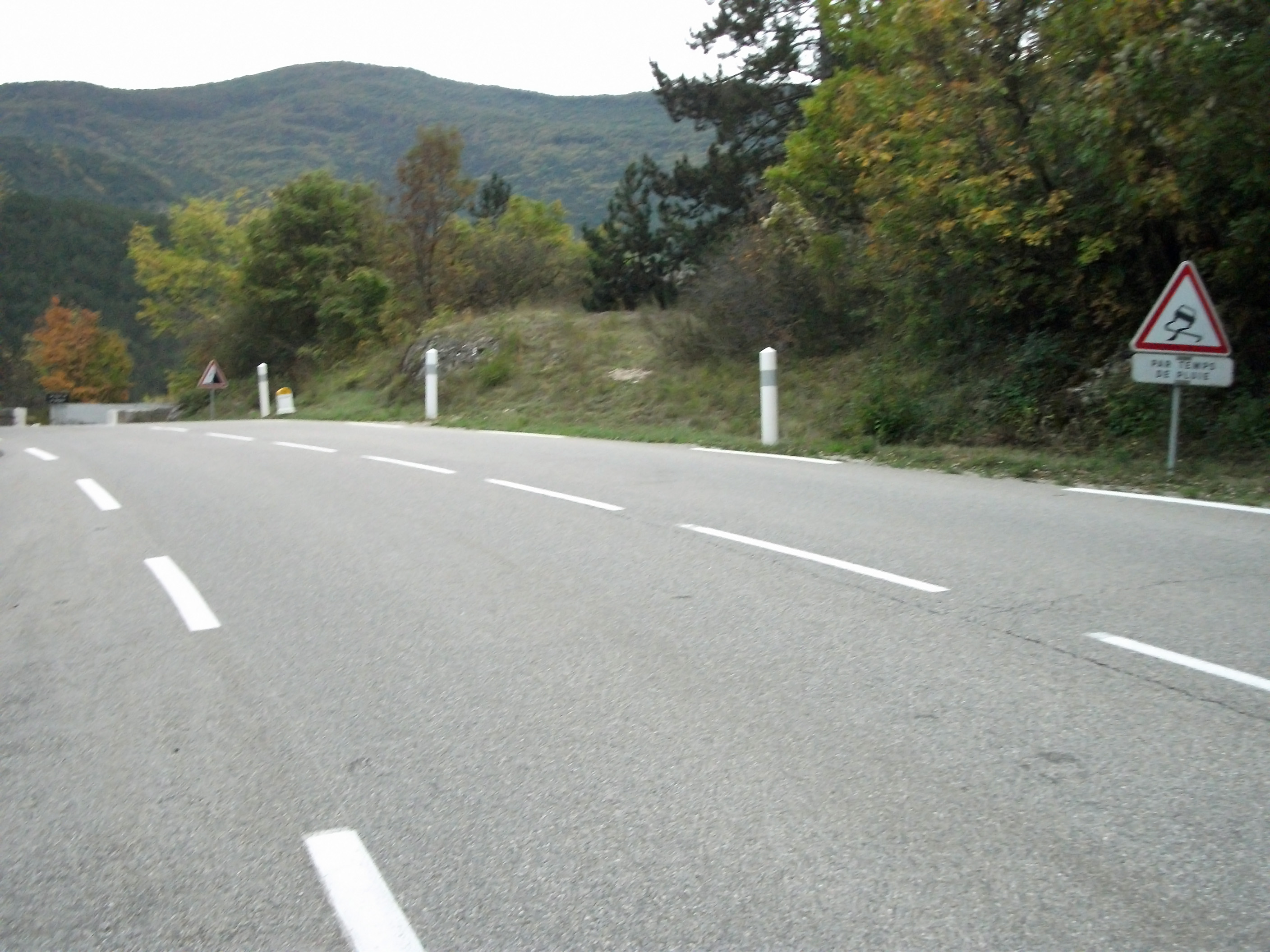
Peu avant le saut de la Drôme

- Pont-de-Quart, commune d'Aix-en-Diois (km 60)
- Recoubeau-Jansac (km 67)
- Montlaur-en-Diois (km 70)
- Luc-en-Diois (km 73)
- Beaurières D 93 (km 88)
- Col de Cabre (1 180 m) D 993
- La Beaume (km 102)
- Saint-Pierre-d'Argençon (km 108)
- Aspres-sur-Buëch D 993 (km 114)

### De Saint-Pierre-d'Argençon à Sisteron (tracé d'origine)
- Saint-Pierre-d'Argençon D 993b
- Aspremont N 75
- Pont-la-Barque, communes de Sigottier et de La Bâtie-Montsaléon
- Serres
- Montrond
- Eyguians
- Laragne-Montéglin
- Col des Hostes
- Les Armands, commune de Mison
- Sisteron N 75